# Gonista
Gonista is een geslacht van rechtvleugeligen uit de familie veldsprinkhanen (Acrididae). De wetenschappelijke naam van dit geslacht is voor het eerst geldig gepubliceerd in 1898 door Bolívar.

## Soorten
Het geslacht Gonista omvat de volgende soorten:
- Gonista bicolor Haan, 1842
- Gonista chayuensis Yin, 1984
- Gonista chinensis Willemse, 1932
- Gonista chloroticus Bolívar, 1914
- Gonista damingshanus Li, Lu, Jiang & Meng, 1991
- Gonista longicercata Bouvy, 1982
- Gonista meridionalis Johnsen, 1983
- Gonista occidentalis Descamps, 1965
- Gonista rotundata Uvarov, 1933
- Gonista sagitta Uvarov, 1912
- Gonista wenquanensis Zheng & Yao, 2006
- Gonista yunnana Zheng, 1980